# Extremofiel

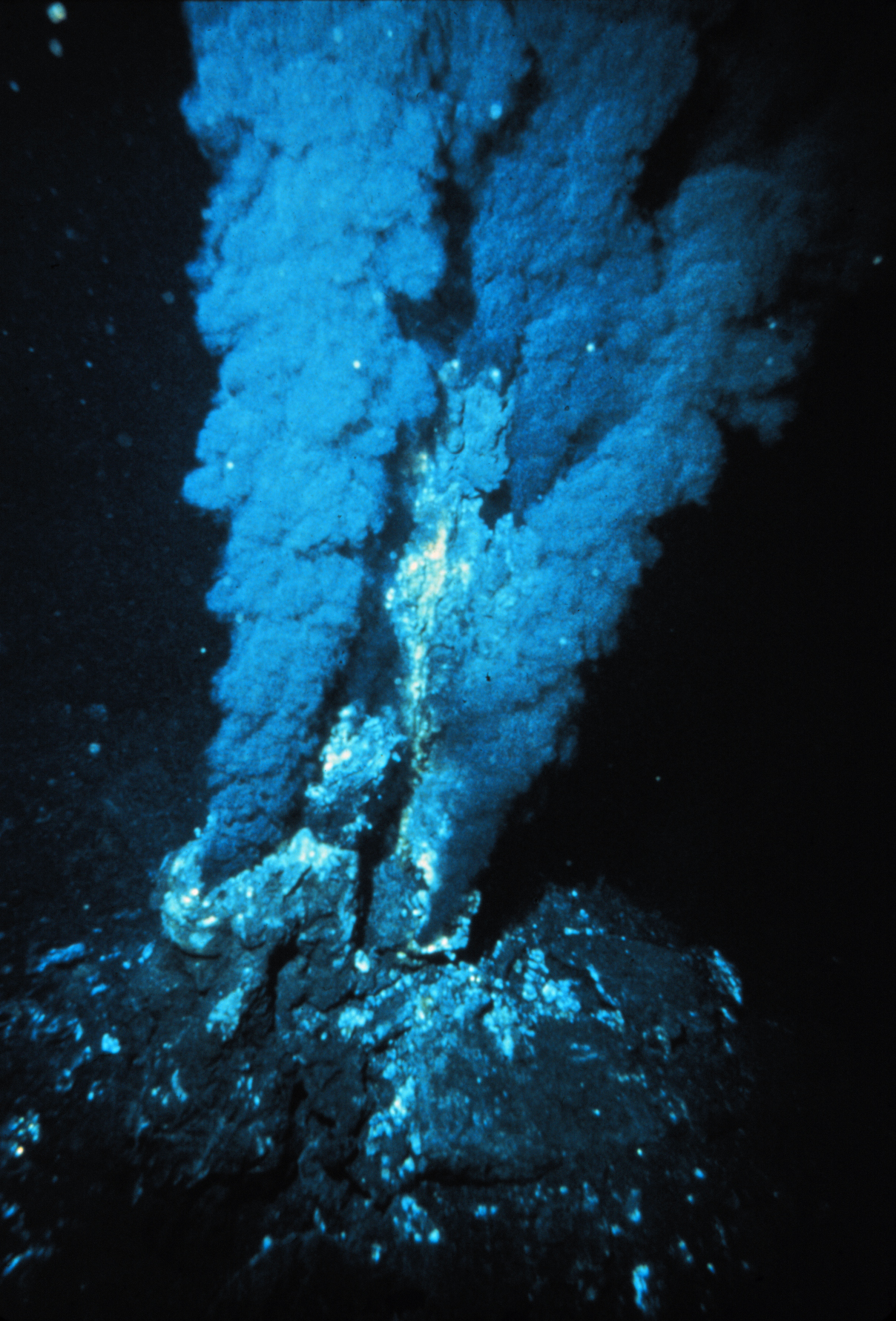
Een vulkanische schoorsteen of black smoker biedt een geschikte leefomgeving voor verschillende soorten extremofielen

Een extremofiel organisme, of kortweg een extremofiel, is een organisme dat 'van extreme omstandigheden - afwijkende milieufactoren - houdt'. De term is afgeleid van extremo: uiterst, en fiel: beminnend. Een organisme dat gedijt in meer gematigde omstandigheden is een mesofiel of neutrofiel.
De meeste extremofielen worden gevonden onder de schimmels, algen, bacteriën en Archaea. Vooral Archaea zijn vaak extremofielen. Sommige kunnen alleen leven bij watertemperaturen van rond de 120 graden Celsius, andere juist bij water van 2 graden Celsius. Er komen ook extremofielen voor tot 3,5 kilometer diep in de bodem. Weer anderen leven in zeer zout water, terwijl er ook extremofiele lithobionten zijn die leven in bijna geconcentreerd zwavelzuur, bijvoorbeeld in water bij een vulkaan. Sommige kunnen duizenden jaren lang bevroren zijn of ingesloten zitten in een bel in een zoutlaag om vervolgens weer verder te leven  wanneer ze ontdooien of vrijkomen. Op deze manier hebben extremofielen als beerdiertjes extreme omstandigheden weten te overleven.
Zelfs in de wanden van kernreactors zijn bacteriën gevonden. De ioniserende straling in die reactors zou een mens ogenblikkelijk doden.
Sommige extremofielen hebben eigenschappen die niet bij andere levende wezens voorkomen: of ze hebben geen zuurstof nodig, of kennen geen fotosynthese, of gebruiken waterstof als voedsel en maken methaan (aardgas). Er zijn ook extremofielen die een combinatie hebben van deze eigenschappen. Extremofielen die geen zuurstof nodig hebben, gebruiken in plaats daarvan vaak zwavel. Deze organismen leggen met behulp van de zwavel chemische energie vast in eiwitten. Zo ontstaat het voedsel voor andere organismen;  zwavelminnende organismen staan als producent aan het begin van een voedselpiramide, net als planten in de rest van de levende wereld. Bij de black smokers zijn zo hele levensgemeenschappen van zwavelminnende organismen afhankelijk. De verweringspatina op gesteenten wordt vaak gevormd door levensgemeenschappen van extremofielen die een belangrijke rol kunnen spelen bij de verwering van gesteenten.
Bij een extremofiel gaat het om één of meerdere levensbehoeften die sterk afwijken ten opzichte van de meeste organismen, die leven in normale (de meest voorkomende) omstandigheden. De formulering dat extremofielen tegen extreme omstandigheden kunnen, is eigenlijk onjuist. Als deze extreme omstandigheden wegvallen kunnen ze niet overleven; ze zijn eraan gebonden. Veel soorten extremofielen kennen wel een soort 'winterslaap'. Deze hangt echter niet samen met de seizoenen, maar met een eventueel gebrek aan de benodigde 'extreme' leefomgeving. Er zijn diverse typen extremofielen, afhankelijk van de extreme omstandigheid die ze nodig hebben, bijvoorbeeld:
- temperatuur; soorten die bij heel hoge of juist lage temperatuur leven;
- pH-waarde (zuurgraad); soorten die in een zeer hoge of juist lage zuurgraad leven;
- zoutgehalte; soorten die in zeer zoute omstandigheden leven;
- omgevingen met hoge concentraties (voor de meeste organismen) giftige stoffen, bijvoorbeeld zware metalen;
- omgekeerd; omgevingen met juist een gebrek aan algemeen benodigde stoffen, meestal zuurstof;
- koolstofarme of zelfs koolstofloze omgevingen zoals midden in een rots;
- zeer hoge druk zoals in diepzeetroggen of diep in de grond.

Ieder type extremofiel vormt een eigen ecologische groep; soorten die alleen bij heel hoge of juist lage temperaturen leven heten respectievelijk thermofiel en psychrofiel (= kryofiel). Het bekendste type vormen de anaerobe bacteriën, omdat een grote aanwezigheid ervan leidt tot stank; ze zijn dan ook bekend als rottingsbacteriën.

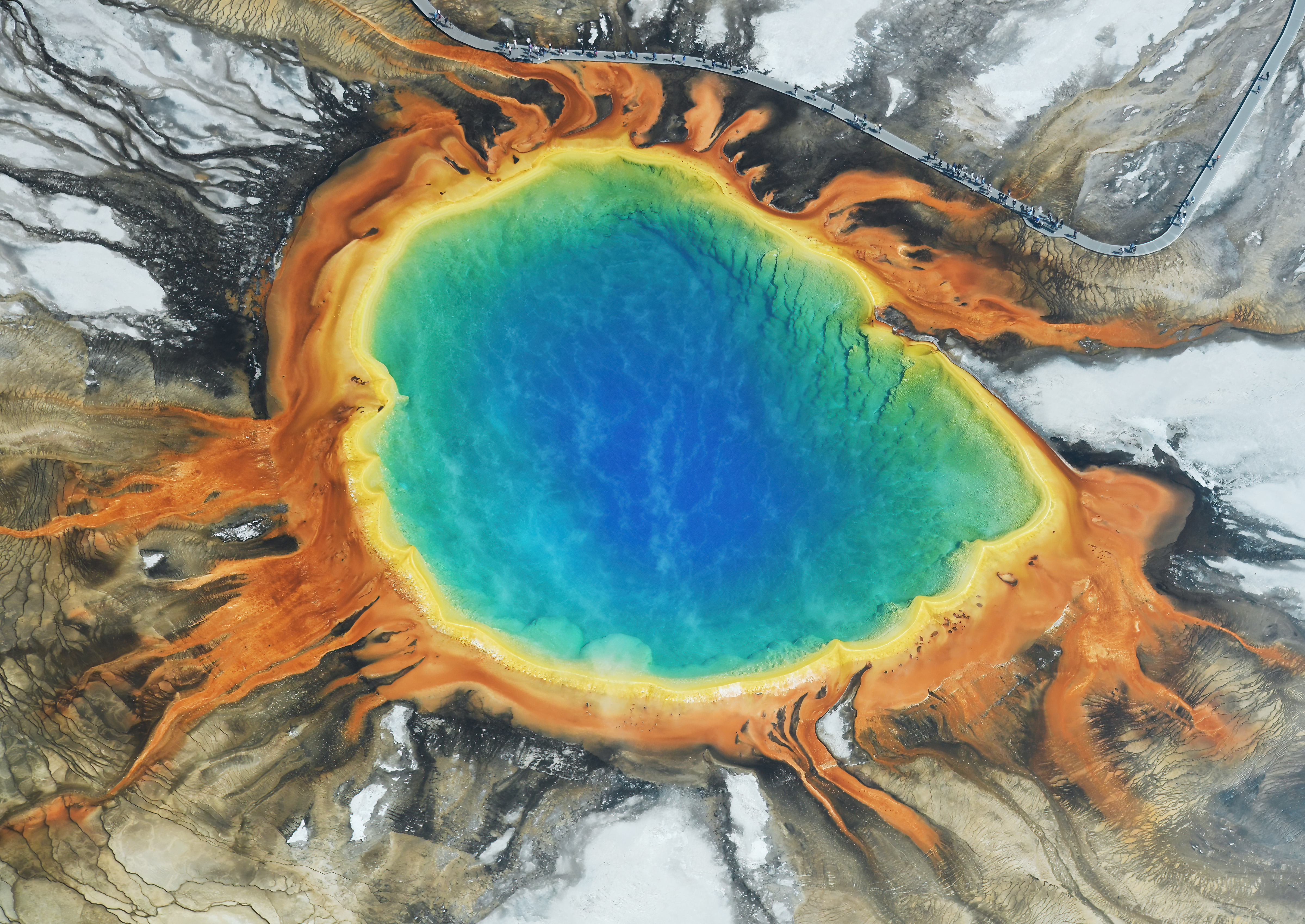
Extremofielen komen ook voor aan de randen van de Grand Prismatic Spring en veroorzaken hier de typische feloranje kleur.

Niet alleen soorten, maar hele ecosystemen zijn soms extremofiel. In een aantal grotten zijn zeer oude ecosystemen aangetroffen die leven met zwavelverbindingen in een gasvormig-zuurstofloze omgeving. Ook in temperaturen boven 100 graden rond onderzeese vulkanen (black smokers), leeft een scala aan gespecialiseerde dieren, zoals de pompeiiworm (een kokerworm) die tot 80 graden kan verdragen. In troggen en spleten in de diepzee leven dieren die een enorme druk kunnen weerstaan, en ook in de Dode Zee, de zoutste zee ter wereld, waar de meeste cellen ineen zouden schrompelen door osmose, leven organismen.
Extremofielen zijn in staat iets te overleven wat voor veel andere organismen dodelijk zou zijn. Dat maakt ze interessante studieobjecten voor wetenschappers. Cellen die in extreme omstandigheden leven moeten logischerwijs aanpassingen hebben die het mogelijk maken deze te weerstaan. Er is niet veel bekend over hoe ze dat precies doen, maar waarschijnlijk bevatten extremofielen een schat aan informatie die gebruikt kan worden in de medische wereld, de biotechnologie en op andere terreinen.
Op hemellichamen in het zonnestelsel zoals Mars, Io en Europa (maan) zijn omstandigheden die veel lijken op die waarbij op aarde extremofielen voorkomen. Volgens sommige onderzoekers zouden er op die hemellichamen op aardse extremofielen lijkende organismen kunnen voorkomen. 
Veel geleerden hellen thans over naar de mening dat de eerste levensvormen op aarde extremofielen waren - en meer bepaald die soorten die ook nu nog bij "black smokers" leven.
Het bestaan van extremofielen is pas recent bekend geworden. In 1965 ontdekten de biologen Thomas en Louise Brock micro-organismen bij een hete bron in Yellowstone, bij een temperatuur van 100 °C (50° meer dan tot dan toe als maximum werd gehouden), zeer lage pH en een hoge concentratie van zwavel. Sindsdien is op vele andere plaatsen met extreme omstandigheden ook leven gevonden. Zo kan het micro-organisme Picrophilus oshimae overleven in hete bronnen met een (negatieve) pH tot - 0,06.